# Edwin Siu
Edwin Siu (traditionell kinesiska: 蕭正楠, förenklad kinesiska:萧正楠, pinyin:Xiāo Zhèngnán), född 23 mars 1977, är en hongkongesisk skådespelare och sångare. Siu började sin karriär som idolsångare och leddes tidigare av Music Nation Group. 2002 lämnade Siu tillfälligt Hongkongs underhållningsindustri för att starta en karriär på det kinesiska fastlandet. 2008 återvände han till Hongkong och skrev på ett artistkontrakt med TVB.